# 氟硝西泮
氟硝西泮（学名：Flunitrazepam）常稱FM2、羅眠樂、氟硝安定、氟硝基安定、氟甲硝安定、十字架、十字仔，由羅氏藥廠制造，取它們的成分的首尾字母加原劑型每錠兩毫克而簡稱為。为一种精神药品，强度微烈、麻醉前用藥、安眠药。瑞士藥廠也為其推出美得眠（Modipanol），一樣是需要醫囑開立的管制藥品。自2017年7月之後，瑞士藥廠生產的FM2更名為「服爾眠」（Fallep），原先藥錠兩面皆為十字印記，修改為一面維持十字刻痕，另一面是數字2。

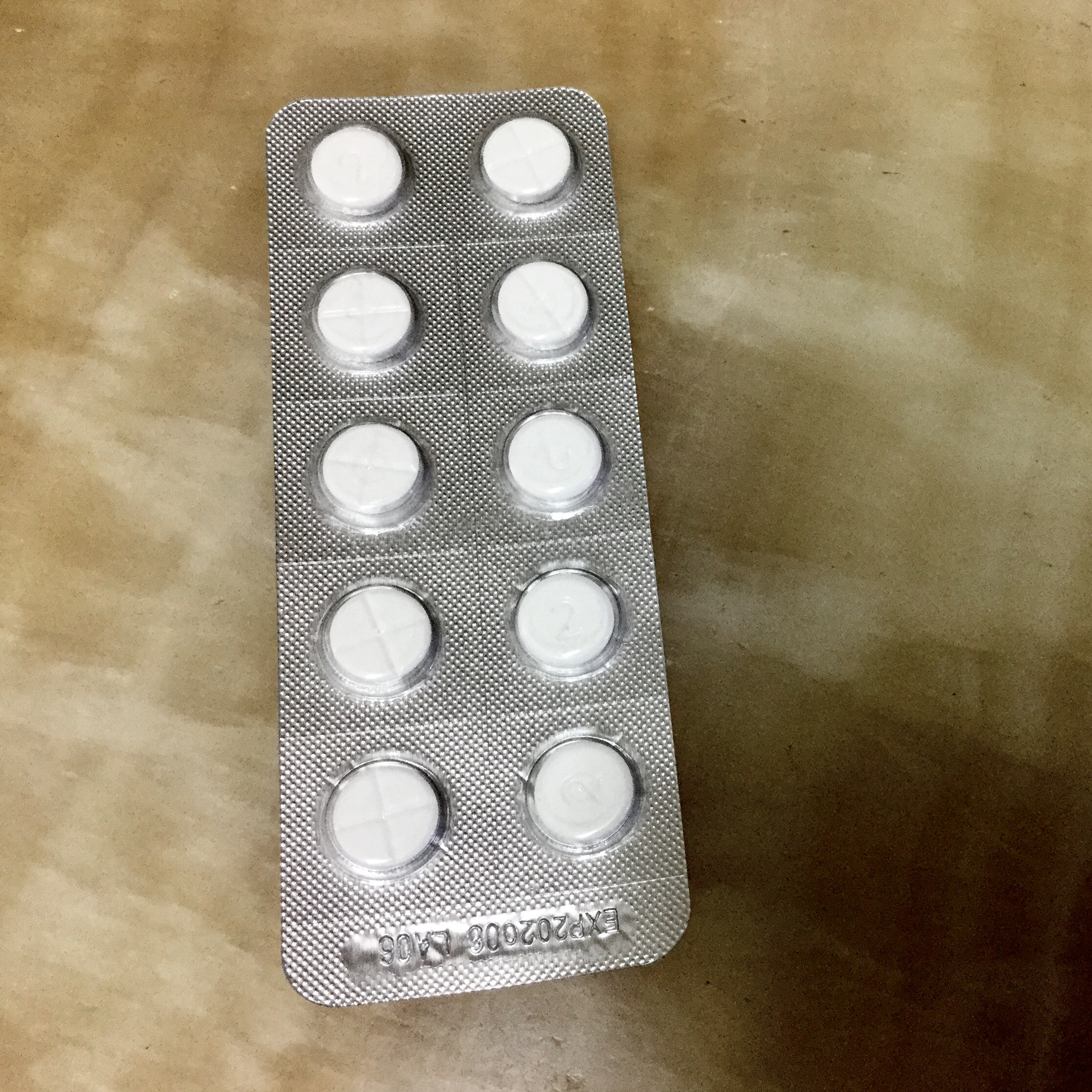
服爾眠包裝正面

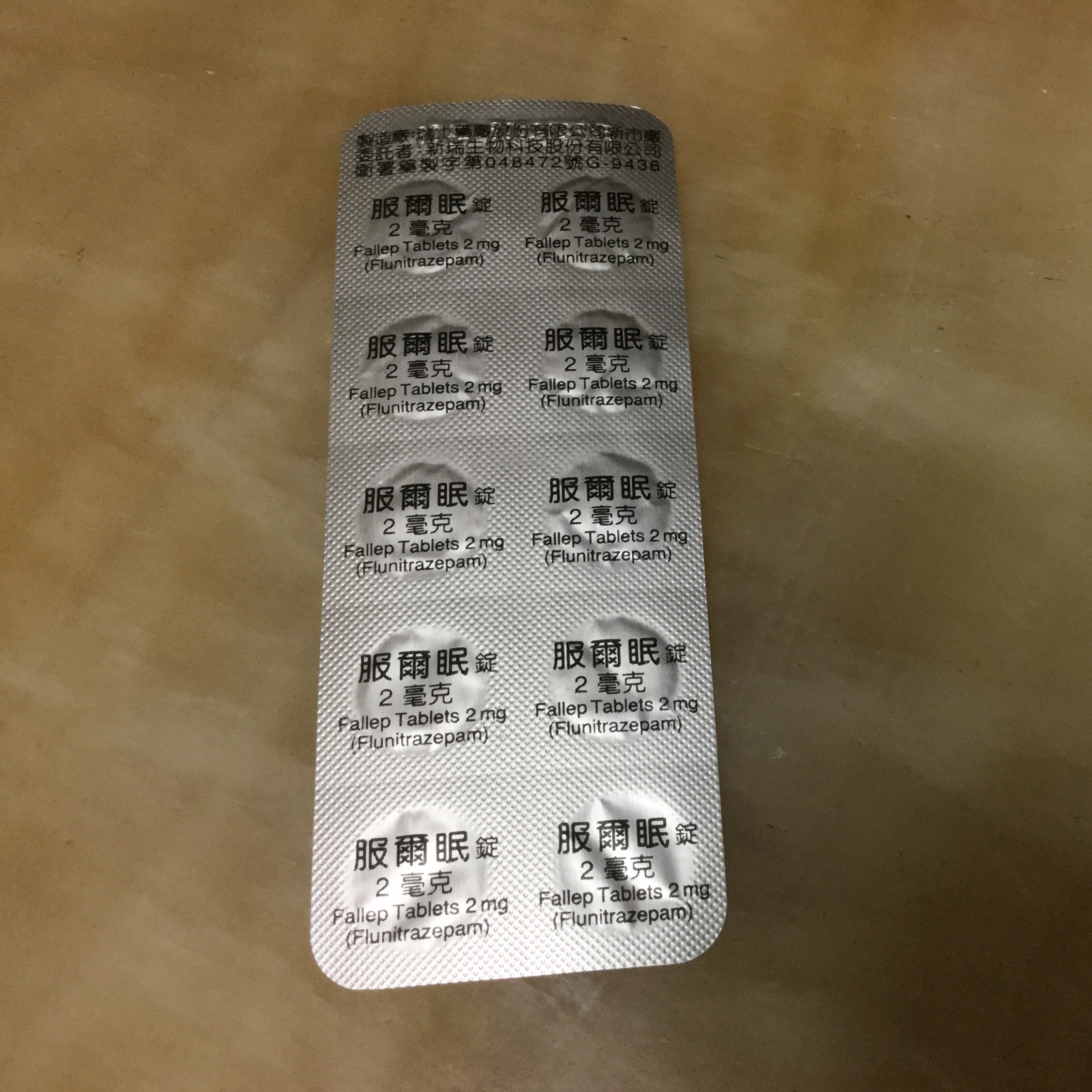
服爾眠包裝背面

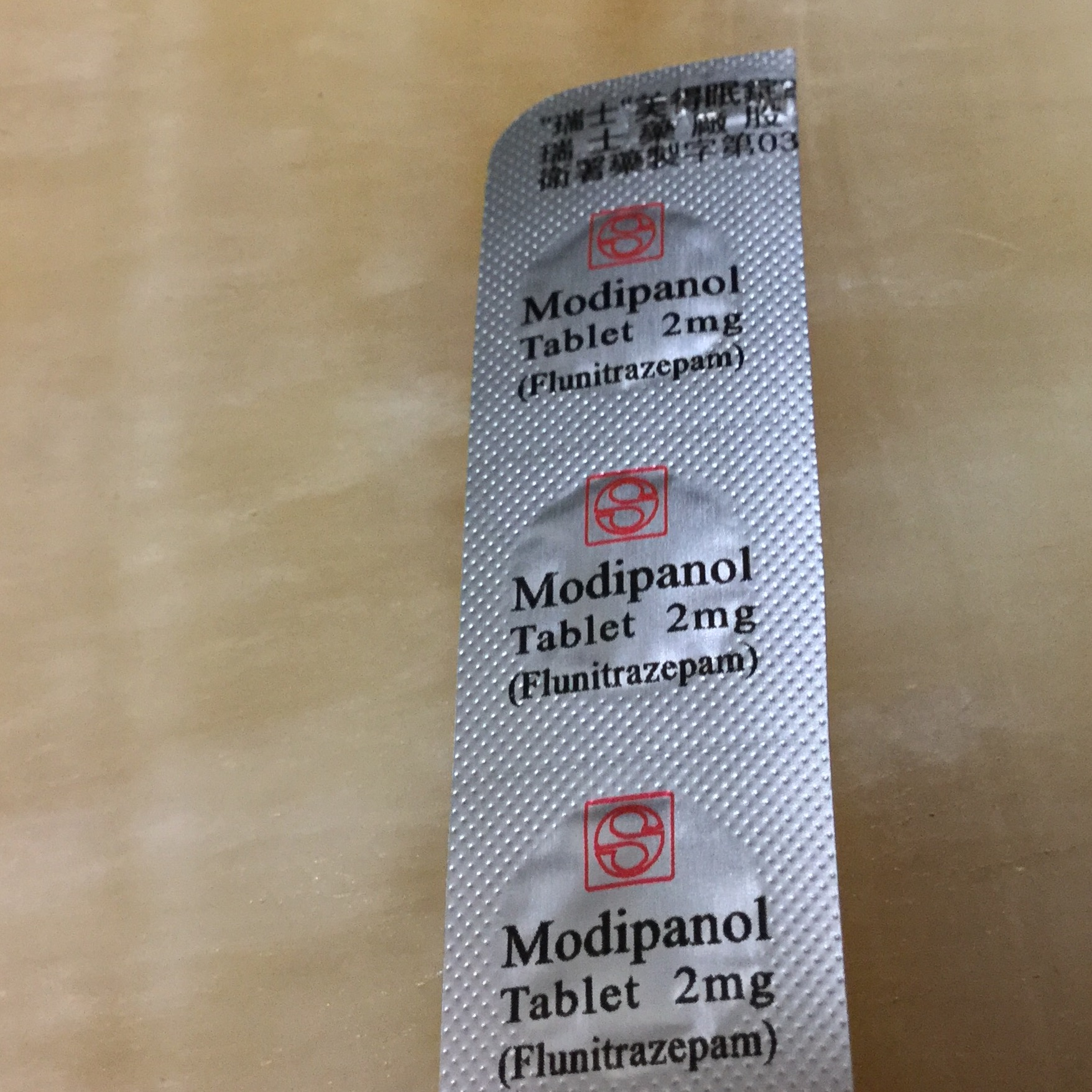
瑞士藥廠出品的治療睡眠的藥物，含有Flunitrazepam

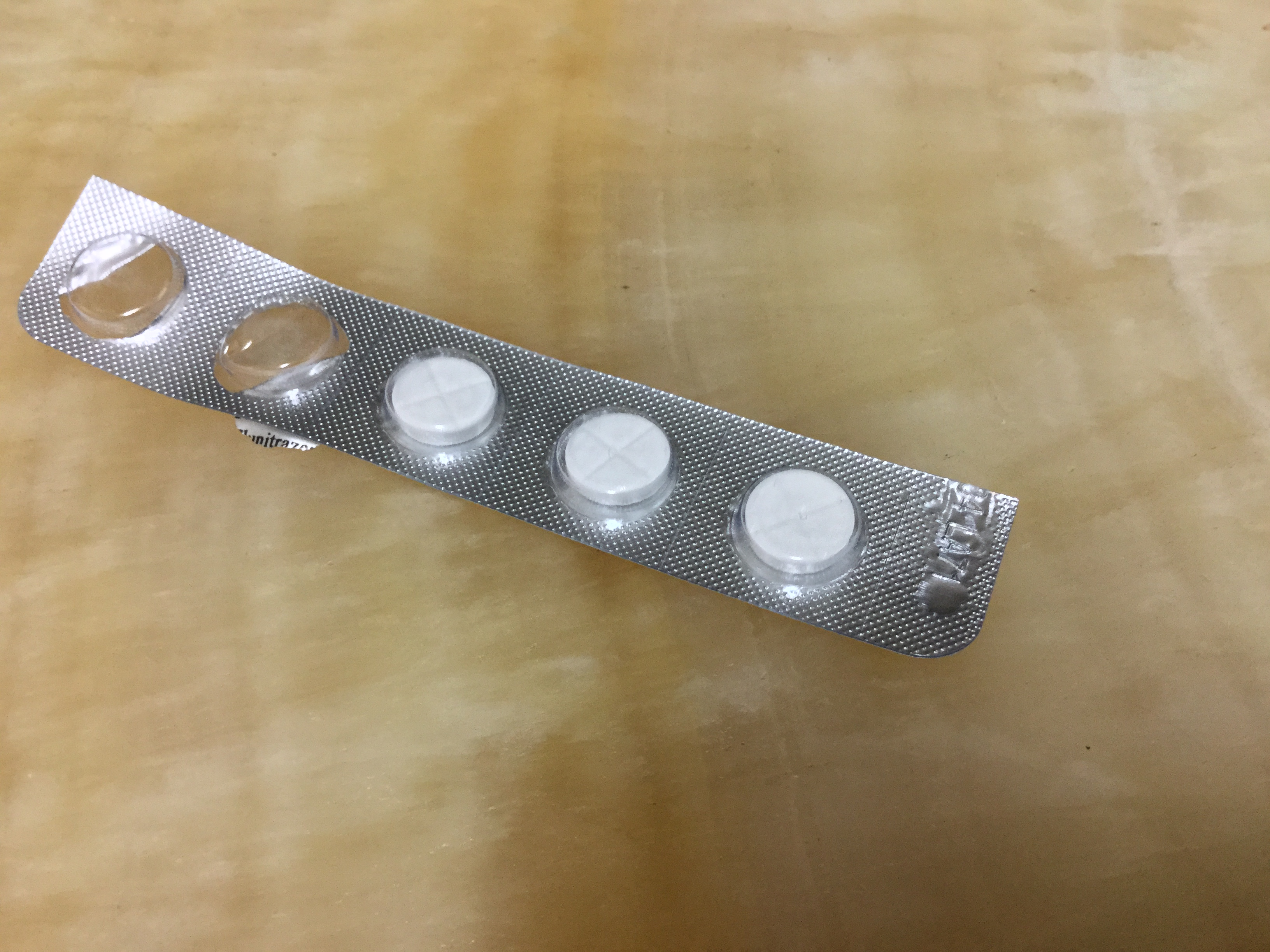
瑞士藥廠出品的治療睡眠的藥物，含有Flunitrazepam，印有十字刻痕

中樞神經抑制劑中的苯二氮平類（Benzodiazepines）中的一種，苯二氮平類可讓大腦的GABA接受體與GABA相結合，因而讓氯離子通道讓大量的氯離子進入細胞而降低中樞神經活性所以起到了抑制和鎮靜作用，主要是作用在網狀活化系統和大腦皮質，苯二氮平類（Benzodiazepines）可以分為長中短效三型而FM2為長效型。此藥的解藥是氟馬澤尼（Flumazenil/氟馬西尼/安易醒）。

## 藥物特性
服用後一般20分鐘可以安眠，藥效長8-12小時，作用為普通安眠藥的十倍，醒來後會有宿醉的感覺及部分的記憶喪失(通常是服藥後到睡著前的時間)，所以服藥後切勿從事機械操作或是駕駛，並應確保能有8-12小時的睡眠時間不會遭到打擾以免發生危險，也可讓肌肉松弛及緊張感與焦慮減小，適用於早醒失眠患者。一些醫生會用於純粹的失眠與慢性疾病導致的睡眠障礙，但需要睡覺前服藥和不能喝酒，如沒有醫生的處方不要和其他藥物混用。服用後大約有13%的人會產生副作用，尤其在高劑量（非醫師指示下超過4mg）用者與老年人及生理敏感者身上會發生，過量用者其副作用有低血壓、嘴燥、宿醉、嗜睡、興奮感、性功能降低、聒噪、記憶力與思想出現問題、肌肉沒有力氣等等，大量的用此藥會有憂鬱、空虛感、無力感、厭世感、自殺衝動及精神不正常、中樞神經強力抑制導致呼吸停止、血壓急降、肝腎損傷等甚至死亡，喝酒會加大藥的副作用由於代謝場所主要是肝部因此肝功能不理想的人會讓其藥份在體內積蓄而導致呼吸抑制與走路失序。其外觀通常是白色與其它的彩色藥片為主，有一些會在藥片上印上FM2字樣和十字架，在臺灣黑市被稱為十字仔。
因為其無味融化無色、效果快及強、作用時間長、價格便宜、近期記憶喪失、和酒一起服用效果更快更佳，普遍會被人摻入飲料來進行迷姦，有“約會強暴藥丸”之稱，也因此此藥被中華民國政府列為第三級管制藥品，得經醫生開處方及藥事人員調劑後才能使用，藥局不得出售給無醫生開出的處方者。廠商將其改成一毫克的藍色藥片，融入水中溶解度降低及產生藍色或綠色，可以讓人開始警惕。此外長期使用會心理及生理上癮產生戒斷性，因為大量使用會有快感，而且價格便宜所以被很多人藥物濫用，也可視作毒品。
其安眠效果好，所以從1965年起從歐洲開始，爾後在世界各國幾乎都使用此藥作為中長效性安眠藥，屬於一種強效安眠藥，但在美國一直未進口使用。近幾年來有大量的FM2由南美非法進口美國，成為濫用藥物的新寵。

## 药用范围
在美国，该药被FDA明令禁止用于医用，并视为禁药。

## 外部連結
- Inchem.org （页面存档备份，存于） - Retrieved 2007-2-27
- Drugs Factfile on Rohypnol all you need to know （页面存档备份，存于）
- Molecule of the Month （页面存档备份，存于）
- Statement on "Date Rape" Drugs by Nicholas Reuter, M.P.H., Mar. 11, 1999.
- Club Drugs - Fact Sheet by Drug Policy Information Clearing House, United States. （页面存档备份，存于）